# Championnat du Mali de football 2019-2020
Navigation
Saison précédente Saison suivante
La saison 2019-2020 du Championnat du Mali de football est la 51e édition de la première division malienne, la Première Division.
C'est le premier championnat depuis la saison 2017 inachevée. Pour rétablir un championnat normal en 2020-2021, 23 clubs sont répartis en deux poules où ils s'affrontent deux fois. Les deux premiers de poule se rencontrent dans un mini-championnat pour déterminer le champion du Mali.
Les quatre derniers de poule jouent dans un autre mini-championnat pour déterminer les deux clubs qui resteront en première division.

## Qualifications continentales
Le vainqueur du championnat se qualifie pour la Ligue des champions de la CAF 2020-2021. Le deuxième du classement est qualifié pour la Coupe de la confédération 2020-2021.

## Les clubs participants
- Djoliba AC
- AS Real Bamako
- CS Duguwolofila
- Lafia Club
- AS Bakaridjan
- AS Nianan
- Sonni AC
- AS Bamako
- Mamahira AC
- Stade malien
- Onze Créateurs de Niaréla
- CO Bamako
- USC Kita
- AS Black Stars de Badalabougou
- USFAS Bamako
- ASO Missira
- Centre Salif-Keita
- US Bougouni
- AS Performance promu du tournoi de montée 2017-2018
- Yeelen Olympique promu du tournoi de montée 2017-2018
- Association sportive de la Police de Bamako club relégué en 2016, réadmis
- AS Avenir club relégué en 2016, réadmis
- AS Sabana club relégué en 2016, réadmis

## Compétition

### Classement
Le barème de points servant à établir le classement se décompose ainsi :
- Victoire : 3 points
- Match nul : 1 point
- Défaite : 0 point

#### Poule A
| Rang | Équipe          | Pts | J  | G  | N | P  | Bp | Bc | Diff |
| ---- | --------------- | --- | -- | -- | - | -- | -- | -- | ---- |
| 1    | Djoliba AC      | 51  | 22 | 15 | 6 | 1  | 37 | 12 | +25  |
| 2    | AS Real Bamako  | 40  | 22 | 12 | 4 | 6  | 42 | 19 | +23  |
| 3    | AS Police       | 37  | 22 | 10 | 7 | 5  | 25 | 15 | +10  |
| 4    | CS Duguwolofila | 35  | 22 | 10 | 5 | 7  | 26 | 16 | +10  |
| 5    | Lafia Club      | 34  | 22 | 10 | 4 | 8  | 28 | 29 | -1   |
| 6    | AS Bakaridjan   | 32  | 22 | 8  | 8 | 6  | 20 | 16 | +4   |
| 7    | AS Nianan       | 28  | 22 | 7  | 7 | 8  | 24 | 34 | -10  |
| 8    | Sonni AC        | 26  | 22 | 6  | 8 | 8  | 19 | 25 | -6   |
| 9    | AS Bamako       | 24  | 22 | 5  | 9 | 8  | 19 | 17 | +2   |
| 10   | AS Avenir       | 19  | 22 | 4  | 7 | 11 | 13 | 37 | -24  |
| 11   | AS Performance  | 16  | 22 | 3  | 7 | 12 | 19 | 34 | -15  |
| 12   | Mamahira AC     | 15  | 22 | 3  | 6 | 13 | 13 | 30 | -17  |

|  | Qualification pour le Carré d'As           |
|  | Barrage de relégation en Deuxième division |

#### Poule B
| Rang | Équipe                         | Pts | J  | G  | N | P  | Bp | Bc | Diff |
| ---- | ------------------------------ | --- | -- | -- | - | -- | -- | -- | ---- |
| 1    | Stade malienT                  | 54  | 20 | 17 | 3 | 0  | 37 | 7  | +30  |
| 2    | Yeelen Olympique               | 39  | 20 | 12 | 3 | 5  | 39 | 22 | +17  |
| 3    | Onze Créateurs de Niaréla      | 36  | 20 | 10 | 6 | 4  | 16 | 9  | +7   |
| 4    | CO Bamako                      | 36  | 20 | 11 | 3 | 6  | 27 | 15 | +12  |
| 5    | USC Kita                       | 34  | 20 | 10 | 4 | 6  | 17 | 12 | +5   |
| 6    | AS Black Stars de Badalabougou | 24  | 20 | 6  | 6 | 8  | 24 | 30 | -6   |
| 7    | USFAS Bamako                   | 24  | 20 | 7  | 3 | 10 | 21 | 22 | -1   |
| 8    | ASO Missira                    | 23  | 20 | 6  | 5 | 9  | 16 | 26 | -10  |
| 9    | Centre Salif-Keita             | 17  | 20 | 4  | 5 | 11 | 21 | 23 | -2   |
| 10   | AS Sabana                      | 11  | 20 | 3  | 2 | 15 | 15 | 41 | -26  |
| 11   | US Bougouni                    | 10  | 20 | 2  | 4 | 14 | 10 | 36 | -26  |

|  | Qualification pour le Carré d'As           |
|  | Barrage de relégation en Deuxième division |
|  | T : Tenant du titre                        |

#### Poule championnat (Carré d'As)
Les deux premiers de poule se retrouvent dans un mini-championnat, tous les matchs se jouent à Bamako au Stade du 26 mars.
Djoliba AC déclare forfait.
| Rang | Équipe           | Pts | J | G | N | P | Bp | Bc | Diff |
| ---- | ---------------- | --- | - | - | - | - | -- | -- | ---- |
| 1    | Stade malienT    | 10  | 4 | 3 | 1 | 0 | 6  | 1  | +5   |
| 2    | Yeelen Olympique | 6   | 4 | 2 | 0 | 2 | 3  | 5  | -2   |
| 3    | AS Real Bamako   | 1   | 4 | 0 | 1 | 3 | 2  | 5  | -3   |
| 4    | Djoliba AC       | 0   | 0 | 0 | 0 | 0 | 0  | 0  | 0    |

|  | Champion et qualifié pour la Ligue des champions de la CAF 2020-2021 |
|  | Qualifié pour la Coupe de la confédération 2020-2021                 |
|  | Forfait                                                              |
|  | T : Tenant du titre                                                  |

#### Poule relégation
Les quatre derniers de poule se rencontrent une seule fois dans un mini-championnat, les six derniers sont relégués.
| Rang | Équipe             | Pts | J | G | N | P | Bp | Bc | Diff |
| ---- | ------------------ | --- | - | - | - | - | -- | -- | ---- |
| 1    | US Bougouni        | 9   | 3 | 3 | 0 | 0 | 4  | 0  | +4   |
| 2    | ASO Missira        | 6   | 3 | 2 | 0 | 1 | 6  | 2  | +4   |
| 3    | AS Performance     | 3   | 3 | 1 | 0 | 2 | 4  | 4  | 0    |
| 4    | AS Sabana          | 0   | 3 | 0 | 0 | 3 | 2  | 10 | -8   |
| 5    | AS Bamako          | 0   | 0 | 0 | 0 | 0 | 0  | 0  | 0    |
| 6    | AS Avenir          | 0   | 0 | 0 | 0 | 0 | 0  | 0  | 0    |
| 7    | Mamahira AC        | 0   | 0 | 0 | 0 | 0 | 0  | 0  | 0    |
| 8    | Centre Salif-Keita | 0   | 0 | 0 | 0 | 0 | 0  | 0  | 0    |

|  | Relégué en deuxième division            |
|  | Forfait et relégué en deuxième division |

- Quatre clubs déclarent forfait et sont relégués.

## Bilan de la saison
| Championnat du Mali de football 2019-2020 |                                                                             |
| Champion                                  | Stade malien (22e titre)                                                    |
| Coupes et trophées                        |                                                                             |
| Vainqueur de la Coupe du Mali 2019-2020   | Compétition non disputée                                                    |
| Qualifications continentales              |                                                                             |
| Ligue des champions de la CAF 2020-2021   | Stade malien                                                                |
| Coupe de la confédération 2020-2021       | Yeelen Olympique                                                            |
| Promotions et relégations                 |                                                                             |
| Promus en Division 1                      |                                                                             |
| Relégués en Division 2                    | AS Performance AS Sabana AS Bamako AS Avenir Mamahira AC Centre Salif-Keita |